# Luis Sprekelmeyer
Luis Sprekelmeyer (* 15. April 2002 in Lengerich) ist ein deutscher Fußballspieler.

## Karriere
Luis Sprekelmeyer wechselte im Juli 2013 vom BSV Brochterbeck, einem Verein aus dem Tecklenburger Land, zum VfL Osnabrück, somit durchlief er ab der U12 alle weiteren Jugendstationen beim VfL. In der Spielzeit 2020/21 stand Sprekelmeyer erstmals im Kader der 1. Mannschaft, blieb aber ohne Einsatz in der 2. Bundesliga. Osnabrück stieg am Ende der Spielzeit 2020/21 ab und so feierte er sein Debüt für die 1. Mannschaft in der Saison 2021/22 in der 3. Liga. Am 6. Spieltag (28. August 2021) kam er beim 3:0-Erfolg über Türkgücü München in der 89. Spielminute für Lukas Gugganig aufs Feld.
Für die Rückrunde der Spielzeit 2021/22 wurde Sprekelmeyer in die Regionalliga West an die Sportfreunde Lotte verliehen. Sprekelmeyer absolvierte im Laufe der Rückrunde 2021/2022 insgesamt 8 Einsätze für die Sportfreunde Lotte. Zur Spielzeit 2022/2023 erfolgt eine weitere Leihe in die Regionalliga West und Sprekelmeyer, schließt sich diesmal dem SV Lippstadt 08 an.
Nach dem Ablauf der Leihe schloss sich Sprekelmeyer zur Spielzeit dem SV Meppen in der Regionalliga Nord an.

## Erfolge
- Niedersachsenpokal-Sieger: 2024